# Snowflakes of Love
Singles de Toni Braxton
Maybe
(2001) Christmas In Jamaica
(2001)
Snowflakes of Love est une chanson de la chanteuse Toni Braxton, sortie en 2001. La chanson est le 1er single extrait de l'album Snowflakes. Elle est écrite par Toni Braxton, Keri Lewis, Isaac Hayes et composée par Toni Braxton, Keri Lewis. La chanson contient un extrait de la chanson Now We're One, écrit par Isaac Hayes, interprété par Earl Klugh.

## Composition
Snowflakes of Love est une chanson R&B aux sonorités symphoniques, qui parle du bienfait apporté lors d'une rencontre. 

## Performance commerciale
La chanson s'érige à la 25e place du Billboard Adult Contemporary.

## Vidéoclip
Le titre ne bénéficie pas de vidéoclip.

## Pistes et formats
CD USA Promotionnel
1. Snowflakes of Love (Radio Edit) – 4:06
2. Snowflakes of Love (Instrumental) – 4:06

## Classement hebdomadaire
| Chart (2002)                      | Peak position |
| --------------------------------- | ------------- |
| U.S. Billboard Adult Contemporary | 25            |